# Висоза (Риу-Гранди-ду-Норти)
Висоза (порт. Viçosa) — муниципалитет в Бразилии, входит в штат Риу-Гранди-ду-Норти. Составная часть мезорегиона Запад штата Риу-Гранди-ду-Норти. Входит в экономико-статистический микрорегион Пау-дус-Феррус. Население составляет 1678 человек на 2006 год. Занимает площадь 37,905 км². Плотность населения — 44,3 чел./км².

## Статистика
- Валовой внутренний продукт на 2003 год составляет 4 915 795,00 реалов (данные: Бразильский институт географии и статистики).
- Валовой внутренний продукт на душу населения на 2003 год составляет 3060,89 реалов (данные: Бразильский институт географии и статистики).
- Индекс развития человеческого потенциала на 2000 год составляет 0,653 (данные: Программа развития ООН).